# اقتصاديات النظم البيئية والتنوع البيئي
اقتصاديات النظم البيئية والتنوع البيئي (بالإنجليزية: The Economics of Ecosystems and Biodiversity)‏ التي تُعرف اختصاراً بـ TEEB، هي مبادرة عالمية تركز على لفت الانتباه إلى الفوائد الاقتصادية للتنوع البيولوجي. هدفها هو تسليط الضوء على التكاليف المتزايدة لفقدان التنوع البيولوجي وتدهور النظم الايكولوجية، وأيضاً لجمع الخبرات من ميادين العلوم والاقتصاد والسياسات لتمكين الإجراءات العملية. تقدم المبادرة مقاربة يمكن أن تساعد صناع القرار على التعرف والتقاط وإظهار قيم النظم الإيكولوجية والتنوع البيولوجي، بما في ذلك كيفية دمج هذه القيم في عملية صنع القرار.